# Tourville-la-Campagne
 Tourville-la-Campagne  là một xã thuộc tỉnh Eure trong vùng Normandie miền bắc nước Pháp.

## Huy hiệu
| Arms of Tourville-la-Campagne | The arms of Tourville-la-Campagne are blazoned: Azure, a chevron Or, between 2 escallops and a tower argent. |